# Igrzyska Śródziemnomorskie 1955
2. Igrzyska Śródziemnomorskie – drugie igrzyska śródziemnomorskie odbyły się w hiszpańskiej Barcelonie. Zawody zorganizowano pomiędzy 16, a 25 lipca 1955 roku. Główną areną imprezy był Estadi Olímpic Lluís Companys. W igrzyskach wystartowało 1135 sportowców z 10 krajów. W igrzyskach startowali tylko mężczyźni.

## Tabela medalowa
| Lp | Kraj             | Złoto | Srebro | Brąz | Suma |
| -- | ---------------- | ----- | ------ | ---- | ---- |
| 1  | Francja          | 39    | 29     | 31   | 99   |
| 2  | Włochy           | 32    | 27     | 22   | 81   |
| 3  | Hiszpania        | 12    | 15     | 18   | 45   |
| 4  | Królestwo Egiptu | 9     | 20     | 17   | 46   |
| 5  | Turcja           | 8     | 3      | 3    | 14   |
| 6  | Grecja           | 1     | 7      | 8    | 16   |
| 7  | Liban            | 1     | 1      | 4    | 6    |
| 8  | Syria            | 0     | 0      | 1    | 1    |
|    | Suma:            | 102   | 102    | 104  | 308  |

## Dyscypliny
- Lekkoatletyka  (szczegóły)
- Zapasy  (szczegóły)